# Prigor

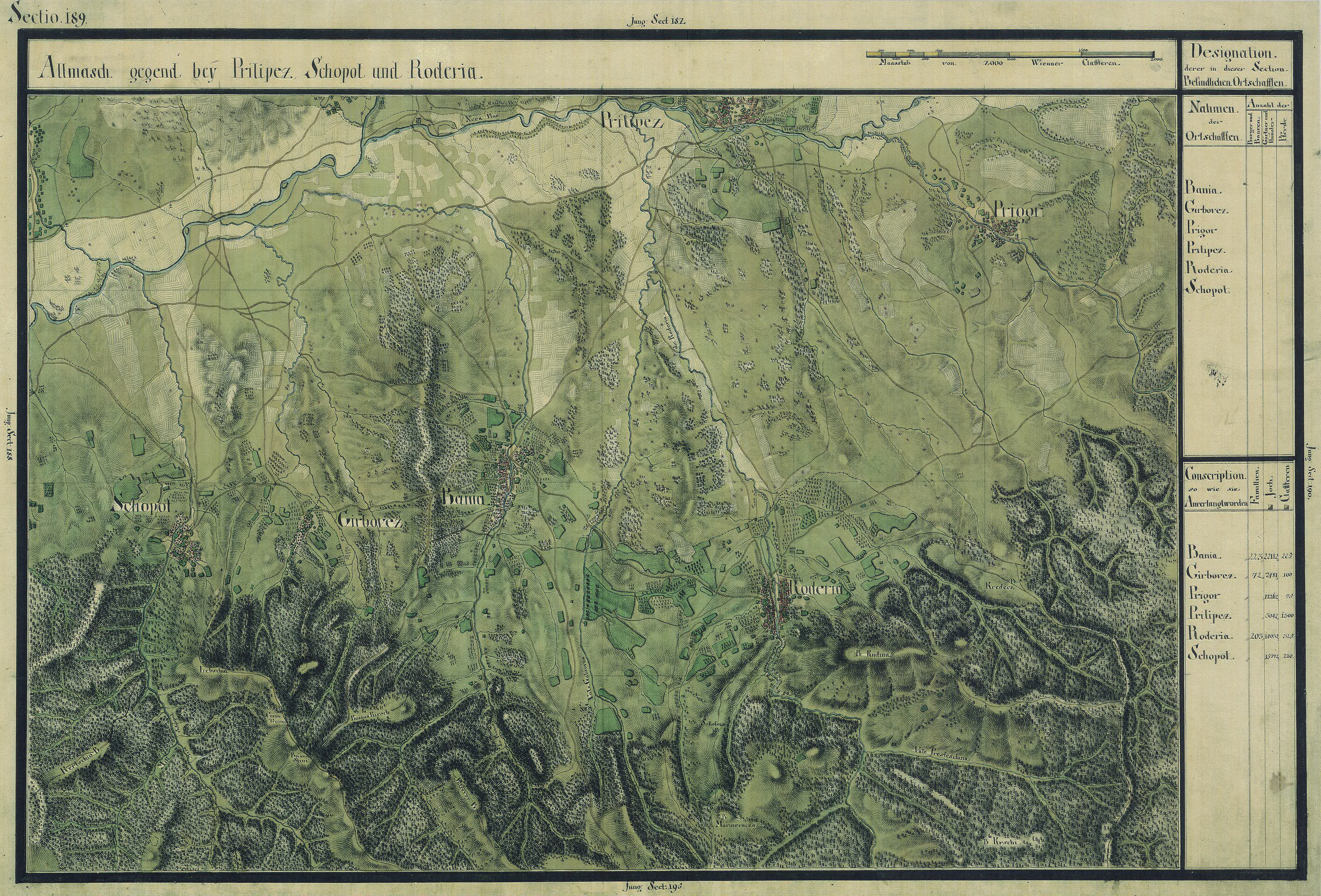
Prigor egy régi térképen

Prigor, 1911 és 1918 között Nérahalmos falu Romániában, a Bánátban, Krassó-Szörény megyében.

## Fekvése
Stájerlakaninától 41 kilométerre délkeletre, a Szemenik-hegység déli lábánál, a Nérába futó Putna (Prigor) patak partján fekszik.

## Nevének eredete
Neve szláv eredetű, jelentése 'szőlőskert'. Először 1550-ben említették (Prygor). A Nérahalmos nevet Turchányi Tihamér alkotta meg, és a középkori Halmos vár és kerületi székhely nevét kívánta vele feléleszteni.

## Története
1603-ban Czorczok Ferenc és Stephon Miklós két-két, Buczumas Miklós és Mezei Mihály egy-egy porta után adózott benne. 1757-ben 66 házból és egy templomból állt, 1771-ben 140 parasztcsalád, két pap, három colonus és 27 özvegy lakta.
1775-ben itt állították fel az Oláh–Illír Határőrezred 3. századának székhelyét. Ekkor még hat különálló házcsoportból állt (Săliște, Salin, Scoc, Ilot, Ruieni, Ramița), amelyek a mai falunál magasabban feküdtek. 1780-ban vonták össze mai helyén. A hagyomány szerint az 1788-as török betöréskor leégett fatemploma. 1800-ban 125 román határőr- és 13 aranymosó cigánycsalád élt benne. A prigori határőrök 1854–55-ben megszálló erőként Moldvában, 1859-ben az itáliai fronton, 1866-ban az osztrák–porosz háborúban jártak. A Határőrvidék feloszlatása után előbb Szörény, majd 1880-ban Krassó-Szörény vármegyéhez csatolták.
1910-ben 1786 lakosából 1761 volt román anyanyelvű és 1771 ortodox vallású.
2002-ben 1031 lakosából 1021 volt román nemzetiségű; 957 ortodox és 70 baptista vallású.

## Látnivalók
- A falu patakja mellett tizenegy horizontális vízimalom és egy ványoló működik. Egy horizontális tengelyű vízikerékkel működő ványolómalmát 1966-ban a nagyszebeni szabadtéri néprajzi múzeumban állították föl.

## Híres emberek
- Itt született 1909-ben Anton Golopenția szociológus.